# Dichagyris leucomelas
Dichagyris leucomelas är en fjärilsart som beskrevs av Brandt 1941. Dichagyris leucomelas ingår i släktet Dichagyris och familjen nattflyn. Inga underarter finns listade i Catalogue of Life.